# Jikawo
Khor Jokau är ett periodiskt vattendrag i Etiopien, på gränsen till Sydsudan. Det ligger i den västra delen av landet, 600 km väster om huvudstaden Addis Abeba.